# Blackpink Arena Tour
Il Blackpink Arena Tour è stato un tour promozionale del girl group sudcoreano Blackpink, che si tenne in varie città del Giappone tra luglio e dicembre 2018.

## Annuncio
Per promuovere il loro primo EP in lingua giapponese, le Blackpink hanno intrapreso un tour in diverse città del Giappone. Inizialmente furono annunciati sei spettacoli, ai quali se ne aggiunse uno aggiuntivo a Chiba in seguito all'elevata richiesta di biglietti. Il tour, iniziato il 24 luglio a Osaka, vide l'aggiunta il 7 luglio di una data conclusiva fissata per il 24 dicembre all'Osaka Dome, annunciata come regalo di Natale per i fan.

## Scaletta
Scaletta dalla Osaka-Jo Hall alla Makuhari Messe
1. Ddu-Du Ddu-Du
2. Forever Young
3. Whistle (versione acustica)
4. Stay (versione giapponese)
5. Can't Take My Eyes Off You (cover di Frankie Valli) (assolo di Jennie)
6. Eyes Closed (cover di Halsey) / Eyes, Nose, Lips (cover di Taeyang) (assolo di Rosé)
7. Lemon (cover dei N.E.R.D e di Rihanna / Faded (cover di Tink) / Attention (cover di Charlie Puth) (assolo di danza di Lisa)
8. Sakurairomaukoro (cover di Mika Nakashima) (assolo di Jisoo)
9. Yoncé (cover di Beyoncé) (numero di ballo)
10. So Hot (cover delle Wonder Girls)
11. See U Later
12. Really
13. Boombayah (versione giapponese)
14. Playing With Fire (versione giapponese)
15. As If It's Your Last (versione giapponese)

Encore
1. Whistle (versione giapponese)
2. Ddu-Du-Ddu-Du

Scaletta dell'Osaka Dome
1. Ddu-Du Ddu-Du
2. Forever Young
3. Whistle (versione acustica)
4. Stay (versione giapponese)
5. I Like It (cover di Cardi B, Bad Bunny e J Balvin) / Faded (cover di Tink) / Attention (cover di Charlie Puth) (assolo di danza di Lisa)
6. Let It Be (cover dei The Beatles) / You & I (cover di Park Bom) / Only Look At Me (cover di Taeyang) (assolo di Rosé)
7. Yuki No Hana (cover di Mika Nakashima) (assolo di Jisoo)
8. Solo (assolo di Jennie)
9. Jingle Bell Rock (cover di Bobby Helms) (numero di ballo)
10. Last Christmas (cover degli Wham!) / Rudolph the Red-nosed Reindeer (cover di Gene Autry)
11. Kiss and Make Up
12. So Hot (cover delle Wonder Girls)
13. See U Later
14. Really
15. Boombayah (versione giapponese)
16. Playing with Fire (versione giapponese)
17. As If Its Your Last (versione giapponese)

Encore
1. Whistle (versione remixata)
2. Ddu-Du-Ddu-Du
3. Stay (versione remixata)

## Date del tour
| Data             | Città   | Stato    | Luogo          | Biglietti venduti / Biglietti disponibili |
| Asia             | Asia    | Asia     | Asia           | Asia                                      |
| ---------------- | ------- | -------- | -------------- | ----------------------------------------- |
| 24 luglio 2018   | Osaka   | Giappone | Osaka-Jo Hall  | 75 000                                    |
| 25 luglio 2018   | Osaka   | Giappone | Osaka-Jo Hall  | 75 000                                    |
| 16 agosto 2018   | Fukuoka | Giappone | Kokusai Center | 75 000                                    |
| 17 agosto 2018   | Fukuoka | Giappone | Kokusai Center | 75 000                                    |
| 24 agosto 2018   | Chiba   | Giappone | Makuhari Messe | 75 000                                    |
| 25 agosto 2018   | Chiba   | Giappone | Makuhari Messe | 75 000                                    |
| 26 agosto 2018   | Chiba   | Giappone | Makuhari Messe | 75 000                                    |
| 24 dicembre 2018 | Osaka   | Giappone | Osaka Dome     | 50 000                                    |
| Totale           | Totale  | Totale   | Totale         | 125 000                                   |